# آدری فویریر
آدری فویریر (انگلیسی: Audrey Février؛ زادهٔ ۲ ژوئیهٔ ۱۹۹۰) بازیکن فوتبال اهل فرانسه است.
وی همچنین در تیم‌های ملی فوتبال زنان فرانسه، و زنان فرانسه، و زنان فرانسه، بازی کرده‌است.